# Plataiai
Plataiai (även Plataea eller Plataeae) var en antik stad i Grekland i sydöstra Boeotien, söder om Thebe. Den var platsen för slaget vid Plataiai 479 f.Kr., där en allians av grekiska stadsstater besegrade perserna och tillfälligt gjorde slut på persiska krigen. Plataiai förstördes under det peloponnesiska kriget av Thebe och Sparta 427 f.Kr. samt återuppbyggdes 386 f.Kr.

## Allians vid Aten och närvaro vid Marathon
Herodotos berättar att Plataiai, för att undvika att hamna under thebisk hegemoni, erbjöd sig att "lägga sig i Spartas händer". Spartanerna vägrade dock acceptera detta erbjudande, då de ville så split mellan boeotierna och atenarna. De rekommenderade därför plataiaierna att alliera sig med Aten istället. Detta råd godtogs och en delegation skickades till Aten, där atenarna var välvillig inställda till förslaget. När thebarna fick veta, att alliansen hade ingåtts sände de en armé mot Plataiai, men möttes av en atensk. Korinth försökte medla i konflikten och fick fram ett fördrag, som bestämde gränserna mellan Thebe och Plataiai. Dessutom förband sig thebarna att inte ingripa i städer, som inte ville ingå i en boeotisk stat. När korinthierna hade gett sig av och atenarna började förbereda hemfärden blev dessa dock genskjutna av boeotierna. I det efterföljande slaget segrade atenarna och satte floden Asopos som gräns mellan Thebe och Plataiai.
Med atenarna som allierade lyckades plataiaierna undvika att kuvas av sina grannar och behålla sin frihet. För att återbetala skulden till Aten kämpade Plataiai ensamt på atenarnas sida i slaget vid Marathon och skickade dit "varje tillgänglig man", när det var atenarnas tur att stå inför invasion och erövring. Som erkännande och tack för sin allierades trohet gav atenarna plataiaierna äran att kämpa på den vänstra flanken under slaget. Efter slaget tilläts plataiaierna att dela atenarnas minnesmärken och delta i de (vanligtvis uteslutande atenska) religiösa riterna, offren och spelen, där de fick lov att vädja till Atens skyddsgudar om beskydd.

## Plataiai under det peloponnesiska kriget
Thukydides berättar att en femtekolonnare bestående av 300 thebare i april 431 f.Kr. infiltrerade Plataiai med hjälp av lokala förrädare: pro-spartanska aristokrater och välbeställda oligarker. De försökte övertala Plataiais invånare att gå med Thebes allierade spartanerna, så att Thebe skulle kunna ta sig an sin fiende Aten obehindrat. Planen upptäcktes och plataiaierna infångade infiltratörerna innan den thebiska huvudstyrkan kunde anlända.
När den thebiska armén upptäckte, att deras plan hade gått om intet planerade de att infånga alla plataiaiska medborgare de kunde hitta utanför stadsmurarna, för att ha underlag för utväxlande av fångar. Plataiaierna, som tog det säkra för det osäkra, skickade ett sändebud till thebarna, uppläxade dem för sitt oprovocerade anfall och hotade att döda fångarna om de inte drog tillbaka trupperna.
Thebes följde direktiven, men plataiaierna "drog hastigt in vad de hade i landet och dödade fångarna omedelbart". Antalet avrättade var 180 och Thukydides berättar att förrädaren Eurymachos fanns bland dem. Plataiaierna skickade omedelbart bud till Aten om hjälp i den belägring som komma skulle och Aten skickade proviant och soldater, trots att de ogillade Plataiais beslut att avrätta de thebiska fångarna.
Thukydides berättar att "fördraget nu var brutet genom en offentlig handling efter affären vid Plataiai" och att "Aten och Lakedaimon nu bestämde sig att skicka ambassader till kungen och till sådana barbarmakter, som de kunde tänka sig att söka hjälp av". Fram till denna tidpunkt fanns fortfarande hopp om att rädda freden, men "så allmän var nu indignationen mot Aten" att kriget var oundvikligt.
Under sommaren två år efter dessa händelser ledde Archidamos II slutligen den peloponnesiska styrkan mot Plataiai och började förstöra dess skörd. Som svar på detta skickade Plataiai ett sändebud till Sparta, där de påminde spartanerna om de ärorika handlingar plataiaierna hade utfört under persiska krigen och om den ed spartanerna hade svurit att skydda dem och bevara dereas självständighet - 479 f.Kr. hade den spartanske generalen Pausanias, bestämt att Plataiai låg på helig mark och aldrig skulle anfallas. Spartanerna svarade med att kräva att Plataiai förhöll sig neutralt i utbyte mot deras beskydd. Efter att ha konsulterat Aten avvisade Plataiai de spartanska förslagen och började helt öppet förbereda sig för försvar. Spartanerna marscherade då snabbt mot staden och använde flera innovativa, men icke framgångsrika, taktiker för att ta sig förbi de plataiaiska försvaret. Då man misslyckades med dessa försök byggde spartanerna en omringningsmur, lämnade tillräckligt med trupper för att bevaka den och drog sig så tillbaka.

### Belägringsgenombrottet
Vintern året därpå befann sig plataiaierna i en prekär situation. De belägrades av spartanerna och boeotierna med atensk hjälp. Deras förråd började bli farligt tomma och endast ett genidrag av tur skulle kunna rädda deras situation. Plataiaierna utarbetade därför en plan för att bryta igenom det spartanska försvaret och fly; från början var det tänkt, att alla män skulle delta i försöket, men då faran var överhängande gick i slutändan endast 220 stycken med på att ge sig av. De inväntade en mörk, stormig natt och satte då planen i verket. De lyckades överraska och överrumpla vakterna, så 212 man lyckades undvika att bli infångade, men Thukydides skriver ändå "det var framförallt den våldsamma stormen, som gjorde att lyckades med flykten över huvud taget".

### Kapitulationen
De återstående plataiaierna kapitulerade till spartanerna under sommaren följande år, då alla deras förråd var uttömda och det inte återstod något hopp om hjälp. De hoppades att spartanerna skulle döma dem rättvist, då lakedaimonierna (spartanerna) hade lovat att "bedöma alla rättvist" och att "endast de skyldiga skulle straffas" om de gav med sig.
Men, när de plataiaiska fångarna fördes fram hölls ingen rättegång och de erbjöds inga chanser att rentvå sig. Spartanerna frågade endast om de hade gjort lakedaimonierna och deras allierade några tjänster under kriget, på vilket fångarna, efter en hetsig debatt, tvingades svara ett unisont "nej".
Följaktligen dödade spartanerna över 200 plataiaiska försvare "bland vilka fanns 25 atenare" enligt Thukydides. Thebarna förstörde slutligen hela staden och
"built on to the precinct of Hera an inn two hundred feet square, with rooms all round above and below, making use for this purpose of the roofs and doors of the Plataeans: of the rest of the materials in the wall, the brass and the iron, they made couches which they dedicated to Hera, for whom they also built a stone chapel of a hundred feet square."
"byggde på Heras helgedom ett värdshus, tvåhundra fot i fyrkant, med rum runtomkring både uppe och nere, till vilka man tog plataiaiernas tak och dörrar: av resten av materialet i muren, mässingen och järnet gjorde de soffor, som de dedicerade till Hera, för vilken de också byggde ett stenkapell hundra fot i fyrkant."